# 富雄インターチェンジ
富雄インターチェンジ（とみおインターチェンジ）は、奈良県奈良市の阪奈道路上のインターチェンジ。大阪方面、奈良方面いずれにも接続している。
阪奈道路開通当初はなく、開通11年後の1970年（昭和45年）3月8日に開業し、同時に本線料金所とインター料金所が設置された（1981年12月25日に無料化）。

## 接続する道路
- 奈良県道1号奈良生駒線（阪奈道路）
- 奈良県道702号大阪枚岡奈良線

## 周辺情報
- 近鉄奈良線 富雄駅
- 帝塚山大学生駒キャンパス
- 四天王寺大和別院
- 諦崇寺

## 隣
辻町IC - 富雄IC - 阪奈三碓交差点

## 関連情報
- 無料開放された道路一覧

座標: 北緯34度41分21秒 東経135度43分24秒 / 北緯34.689095度 東経135.723263度